# Бенин на Летњим олимпијским играма 2008.
Бенин је учествовао на Летњим олимпијским играма 2008.  у Пекингу, Кина са 5 спортиста (3 мушкарца и 2 жене) који су се такмичили у три спорта: атлетици, пливању и теквондоу.

## Резултати по дисциплинама

### Атлетика

#### Мушкарци
| Атлетичар        | Дисциплина | Група    | Група | Четвртфинале     | Четвртфинале     | Полуфинале       | Полуфинале       | Финале           | Финале           | Детаљи |
| Атлетичар        | Дисциплина | Резултат | Место | Резултат         | Место            | Резултат         | Место            | Резултат         | Место            | Детаљи |
| ---------------- | ---------- | -------- | ----- | ---------------- | ---------------- | ---------------- | ---------------- | ---------------- | ---------------- | ------ |
| Mathieu Gnanligo | 400 м      | 47,10    | 49/56 | Није се пласирао | Није се пласирао | Није се пласирао | Није се пласирао | Није се пласирао | Није се пласирао |        |

### Жене
| Атлетичарка     | Дисциплина | Група    | Група | Четвртфинале      | Четвртфинале      | Полуфинале        | Полуфинале        | Финале            | Финале            | Детаљи |
| Атлетичарка     | Дисциплина | Резултат | Место | Резултат          | Место             | Резултат          | Место             | Резултат          | Место             | Детаљи |
| --------------- | ---------- | -------- | ----- | ----------------- | ----------------- | ----------------- | ----------------- | ----------------- | ----------------- | ------ |
| Fabienne Feraez | 200 м      | 20,07    | 37/40 | Није се пласирала | Није се пласирала | Није се пласирала | Није се пласирала | Није се пласирала | Није се пласирала |        |

### Пливање

#### Мушкарци
| Пливач     | Дисциплина    | Група | Група   | Полуфинале       | Полуфинале       | Финале           | Финале           | Детаљи |
| Пливач     | Дисциплина    | Време | Пласман | Време            | Пласман          | Време            | Пласман          | Детаљи |
| ---------- | ------------- | ----- | ------- | ---------------- | ---------------- | ---------------- | ---------------- | ------ |
| Алоа Дансу | 50 м слободно | 24,54 | 62/97   | Није се пласирао | Није се пласирао | Није се пласирао | Није се пласирао |        |

#### Жене
| Пливачица           | Дисциплина    | Група | Група   | Полуфинале        | Полуфинале        | Финале            | Финале            | Детаљи         |
| Пливачица           | Дисциплина    | Време | Пласман | Време             | Пласман           | Време             | Пласман           | Детаљи         |
| ------------------- | ------------- | ----- | ------- | ----------------- | ----------------- | ----------------- | ----------------- | -------------- |
| Gloria Koussihouede | 50 м слободно | 37,09 | 87/90   | Није се пласирала | Није се пласирала | Није се пласирала | Није се пласирала | [ мртва веза ] |

### Теквондо

#### Мушкарци
| Такмичар         | Дисциплина | Коло 16 такмичара           | Четвртфинале       | Полуфинале         | Репасаж Полуфинале | Репасаж Финале     | Финале           | Пласман          | Детаљи |
| Такмичар         | Дисциплина | Противник Резултат          | Противник Резултат | Противник Резултат | Противник Резултат | Противник Резултат | Финале           | Пласман          | Детаљи |
| ---------------- | ---------- | --------------------------- | ------------------ | ------------------ | ------------------ | ------------------ | ---------------- | ---------------- | ------ |
| Moloïse Ogoudjob | до 58 кг   | Khawlaor Тајланд\| Пор. 2-4 | Није се пласирао   | Није се пласирао   | Није се пласирао   | Није се пласирао   | Није се пласирао | Није се пласирао |        |